# 前田善成
前田 善成（まえだ よしなり、1967年8月21日 - ）は、日本の政治家。元群馬県みなかみ町長（1期）、元みなかみ町議会議員（3期）。
2018年（平成30年）5月、町内の団体女性職員へのセクハラが報じられる。町議会から不信任決議を受け、議会を解散したが（後述）、町議会議員選挙で反町長派が圧勝し、二度目の不信任決議により失職した。

## 来歴
群馬県利根郡生まれ。1986年（昭和61年）、群馬県立沼田高等学校を卒業。1990年（平成2年）、八戸工業大学工学部建築工学科を卒業。1991年（平成3年）、前田設備株式会社に入社。1995年（平成7年）、同社代表取締役社長に就任。
2006年（平成18年）4月のみなかみ町議会議員選挙に立候補し初当選。2010年（平成22年）、再選。
2012年（平成24年）12月の第46回衆議院議員総選挙に茨城3区から日本維新の会公認で立候補するも落選。
2014年（平成26年）4月の選挙で町議に返り咲く。2016年（平成28年）、高崎経済大学大学院地域政策研究科博士前期課程を修了。
2017年（平成29年）9月8日、みなかみ町長選挙に立候補する意向を明らかにした。同年10月15日に行われた町長選挙で現職の岸良昌を僅差で破り、初当選を果たした。投票率は65.48％で、過去最低を更新した。10月30日、町長就任。
※当日有権者数：16,937人 最終投票率：65.48%（前回比：pts）
| 候補者名 | 年齢 | 所属党派 | 新旧別 | 得票数  | 得票率 | 推薦・支持 |
| -------- | ---- | -------- | ------ | ------- | ------ | ---------- |
| 前田善成 | 50   | 無所属   | 新     | 5,779票 | 52.89% |            |
| 岸良昌   | 70   | 無所属   | 現     | 5,147票 | 47.11% |            |

### セクハラ問題
当選翌年の2018年（平成30年）、セクハラ問題が浮上し不信任を問われたが否決された。前田がセクハラを否定したことから町政に大きな混乱を招いた。セクハラが報じられ、最終的には強制わいせつで被害届をだされるも不起訴になったが、議会ではその結論を待たずに不信任案が出されたが否決（一度目）、前田が辞職願いを提出するも二度目の不信任案が出され失職させられた。以下はその経緯である。
- 5月2日、みなかみ町内の団体職員の女性が、前田に無理やり抱きつかれキスをされるなどのセクハラ行為を受けたとして、沼田警察署に被害を届け出た（この日付は上毛新聞の誤報である。実際には5月7日に警察に届けられたが、5月1日および2日に所属団体幹部により報道機関にリークされている）。前田は、4月18日に水上温泉街で行われた団体の送別会の2次会に別の宴席から合流し、トイレから出てきた女性にセクハラを行ったとされる。前田は新聞の取材に対し「酒に酔っていた。キスはしたが、無理やり抱きついてはいない」と一部を認めた[14]。
- 5月7日、自身のブログに町長名と個人名の2通のコメント文を発表。「私の認識としては、相手の女性から好意があってのことだと考えておりました」「報道にあるように、抱きついたり、私から無理やり何かをしたということは断じてありません」と述べた[15]。ブログの発表を受け、女性の所属団体幹部は「個人と町長の立場を使い分けているのはおかしい」と前田の態度を批判した[16]。また、女性の代理人は5月8日、報道陣に向けてコメントを発表。「町長はブログなどで一方的な主張をしているが、全く事実と異なる」と述べた[17]。町議の間では前田の進退について厳しく問う声が出始める[18]。なお、4月24日所属団体幹部から副町長・総務課長に対し、刑事訴追についての会話があり、「前田には4月26日で政治家を辞めて欲しい。被害者の負担が軽くなるように議会で不信任を出して欲しい」と告げている。また「刑事訴追まではしない、静観して欲しい」との話がなされていた。
- 5月10日、町議会臨時会にて前田に対する辞職勧告決議案が全会一致で可決される。しかし前田はあくまで町長職に留まる意向を示した[19]。
- 5月半ば、町内で開かれたグラウンド・ゴルフ大会やゲートボール大会に来賓として出席した際、「皆さんが心配しているから、今回のことを笑いにして」と他の来賓から促され「日本一有名な町長」と話を切り出し笑いを取って和やかなムードにしていた。
- 6月5日、町議18人全員が出席した議会定例会で前田に対する不信任決議案が提出された。日本共産党利根沼田地区委員会は前田の辞職を求めることを決定していたが、同党所属の林誠行町議と星野宗央町議は反対に票を投じた。このため不信任決議案は可決に必要な出席議員4分の3以上の賛成を得られず、賛成12人、反対6人で否決された。林議員は群馬テレビの取材に対し「セクハラは確かに問題であるが、それは司法の判断にまかせ、前田町長にはもっと重大な問題の解決をしてほしい」と語っていた。
- 6月6日、利根沼田地区委員会の強力な責めで林誠行町議は辞職願を提出した[20][21]。元地元先輩議員の説得で議長に取り消しの連絡をするも携帯がつながらず、次の日無理やり役員二人に抱えられ林議員は辞職する。
- 6月26日、セクハラ行為をされ、強制わいせつ容疑で被害届を出した女性が新聞紙上で「町長の言葉を信用した人々からの2次被害に押しつぶされそうな毎日」と胸中を語った[22]。毎日新聞の記事に対し、本人の様子や勤務態度から一部の役場関係者から疑問の声が上がった。
- 6月27日、8月に開催予定の「みなかみ花火大会」を自身のセクハラ問題への対応で準備が遅れたことなどを理由に延期すると明らかにした。町はみなかみ町商工会に主催するよう求めたが、同商工会は6月29日、理事会を開き全会一致で主催しないことを決めた[23]。いくつかのイベント主催者は前田の出席を拒否した[24]。実際のところは、3月に会議を開き前田から協会に開催を依頼していたが会議が開かれることがなかった。一部の議員から総務課の怠慢だとの声も上がっていた。一般公募で主催者を選定する予定を考慮しつつ、商工会に相談後公募の条件を精査していたが不信任決議で間に合わず冬季の開催を視野に入れたが、失職のため実現させることが出来なかった。
- 6月30日、 目まいや食欲不振を訴えて検査入院する。町政の停滞が深刻化[25]。食思障害と診断され一週間ほどの入院であったが、総務とも連絡をとっていた。その期間中にラフティングの事故があったが総務課長が公印と処理を行っていた。
- 7月15日、町議会は「議会だより」で、「町政波乱」と題する特集を組んだ。町民から寄せられた意見のうち92パーセントが先の不信任案に賛成だったことが明らかとされた[26]。アンケートの内容は、桑原議員が編集を担っていた時の内容と違っていたとのクレームが出たが発行された。
- 7月27日、臨時町議会が招集され、その本会議に於いて『観光地としてのイメージの回復、町政への信頼回復と正常化が急務である』などを理由とする前田への不信任決議案が上程され、可決された[27]。県の議会見解でも一義不会議の原理から法律上は出来なくはないが、通常は、一度否決されたた議案の再提出はないのが議会人の常識であったが再上程された。通常はリコール運動になるとの見解であったが不信任の可決になった。
- 8月5日、不信任決議をめぐる後援会の最終協議が行われる。後援会長の桑原一郎町議は前田の辞職を求める方向で意見の集約を進めていたが、意見をまとめられなかった責任を取り、会長を辞任した[28]。後援会の参加者30名のうち辞職に賛成の3名（うち1名は議会解散と同時）という中で解散が大多数の意見を占めたが2名の強力な反対意見を止めることができず意見集約ができなかった桑原会長が辞職届を提出するも受理されなかった。
- 8月6日、前田は議会を解散[2]。議会解散の通知書を渡された小野章一議長は「持ち帰れ、町の恥だ！」と前田を叱咤する[29]。なお、みなかみ町議選は4月22日に行われたばかりだった。議長・副議長は議会の3分の2が辞めろと言っていたが、4分の3がルールであり、信任されている町長に辞めろというのは過半数に満たない意見を採用しろということであり、議会の常識が問われるとの声が町外からも上がった。
- 8月8日、「キスはしたが、セクハラはしていない」[30] と繰り返し、虚偽の主張で名誉を傷つけられたとして慰謝料1000万円を求め女性を提訴。
- 9月9日、みなかみ町議会議員選挙の投開票が行われ、改選後に再び不信任決議案に提出された場合、賛成するとみられる勢力が大勝し、前田に対する2度目の不信任決議による失職が不可避な状況となった[31]。
- 9月10日、前田が先の町議会議員選挙で自身を支持する勢力が大敗した責任を取り、町長の辞職願いを提出したことが明らかになった[32]。
- 9月18日、選挙後初の町議会に於いて前田は辞職願を提出したが、議会はこれに同意せず、「一連のセクハラ問題により町政を混乱させた責任を取るべき」として二度目となる町長不信任決議案が提出され、本会議でも全会一致で可決されたことから前田は町長を失職した[3][33]。
- 10月24日、強制わいせつの疑いで書類送検される[34]。被害届を受理した時点で事件が成立しているため、法律上すべて検察に送検されることになっている。
- 12月27日、前田が一転して反省の態度を示し女性が示談に応じたこともあり、不起訴処分となった[35]。女性は問題発覚後から町内で中傷ビラをまかれるなどの被害を受け体調を崩しており、「これ以上事件を長引かせたくない」とも述べている[36]。